# LvivMozArt

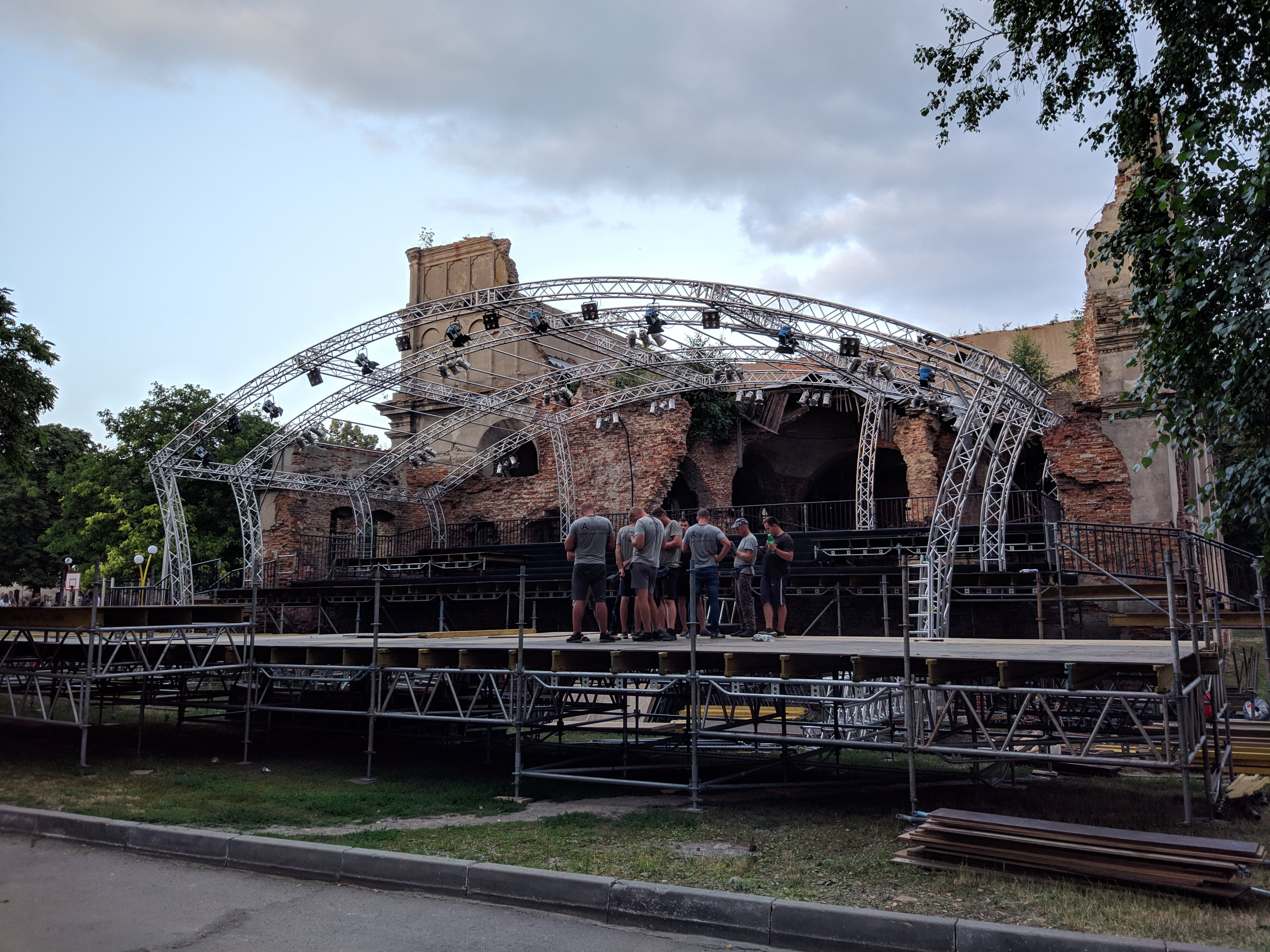
Buitenpodium LvivMozArt Brody

LvivMozArt is een jaarlijks internationaal festival voor klassieke muziek in en rond Lviv, Oekraïne. Het LvivMozArt-festival is een gezamenlijk initiatief van de Oekraïense dirigente Oksana Lyniv en de westelijke Oekraïense stad Lviv.
Het festival is genoemd naar Franz Xaver Wolfgang Mozart, zoon van Wolfgang Amadeus Mozart en eveneens pianist en componist, die tussen 1808 en 1838 in Lviv woonde.
Met het LvivMozArt Festival wil de stad Lviv Franz Xaver Mozart eren en de muzikant bedanken voor zijn artistieke inzet, en daarmee als jongste lid toetreden tot de kring van bestaande Mozartfestivals in Europa.
Dit festival fungeert als een uitwisselingsplatform tussen Oost en West. Het concept verbindt concerten en operavoorstellingen, mastercursussen en workshops, wetenschappelijke presentaties en kunsttentoonstellingen met elkaar om een divers publiek aan te spreken.